# Чернявський Олександр Пилипович
Олександр Пилипович Чернявський (6 грудня 1907, місто Одеса, тепер Одеської області — ?) — український радянський партійний діяч, 1-й секретар Одеського міськкому КПУ. Кандидат у члени ЦК КПУ в 1952—1956 роках. Депутат Верховної Ради УРСР 3—4-го скликань.

## Біографія
Народився в родині робітника. Чотирнадцять років пропрацював робітником Одеського суднобудівного заводу імені Марті.
Член ВКП(б) з 1931 року.
Освіта вища. Закінчив робітничий факультет і Одеський політехнічний інститут.
У 1940—1941 роках — завідувач промислового відділу Одеського міського комітету КП(б)У.
З 26 квітня 1941 року — секретар Одеського обласного комітету КП(б)У з машинобудівної (оборонної) промисловості.
У листопаді 1941—1944 роках — в Червоній армії, учасник німецько-радянської війни. Служив працівником оперативної групи при Військовій раді 9-ї армії Південного та Закавказького фронтів.
У вересні 1944 — вересні 1947 року — заступник секретаря Одеського обласного комітету КП(б)У із машинобудівної промисловості — завідувач відділу машинобудівної промисловості Одеського обласного комітету КП(б)У.
Одночасно з травня 1945 року — слухач відділення обласних працівників Республіканської партійної школи при ЦК КП(б)У в Києві.
У вересні (затв.) 1947 — січні 1949 року — 3-й секретар Одеського обласного комітету КП(б)У.
У січні 1949 — січні 1950 року — 2-й секретар Одеського міського комітету КП(б)У.
У січні 1950 — січні 1955 року — 1-й секретар Одеського міського комітету КП(б)У.
У січні 1955 — лютому 1960 року — секретар Одеського обласного комітету КПУ.
З 1960 року — 1-й помічник капітана корабля з політичної частини Чорноморського морського пароплавства.
Потім — на пенсії.

## Звання
- батальйонний комісар
- майор

## Нагороди
- орден Вітчизняної війни ІІ ст. (23.12.1985)
- орден Трудового Червоного Прапора (26.02.1958)
- орден «Знак Пошани» (23.01.1948)
- медаль «За бойові заслуги» (10.12.1942)
- медаль «За оборону Одеси»
- медаль «За оборону Кавказу»
- медаль «За перемогу над Німеччиною у Великій Вітчизняній війні 1941—1945 рр.» (1945)
- медалі